# فاضل
فاضل ممکن است به یکی از این موارد اشاره نماید:
- فاضل نظری
- فاضل مقداد
- محمد فاضل لنکرانی
- فاضل خان تونی
- محمدحسین فاضل تونی
- ملا عبدالله فاضل تونی
- فاضل هندی
- فاضل جمی
- فاضل لاریجانی
- محمدجواد فاضل لنکرانی
- محمدتقی فاضل میبدی
- سید فاضل موسوی
- فاضل لنکرانی
- ایرج فاضل
- ملا فاضل السکرانی
- فاضل‌خان شیدا
- حسین فاضل
- فاضل جمالی
- جواد فاضل لاریجانی
- وجیه‌الله فاضل
- رضا فاضل
- فاضل کوچوک
- فاضل خداداد
- امامزاده فاضل
- فاضل فراتی
- فاضل‌خان گروسی
- شیخ محمد باقر فاضل